# Winnie Madikizela-Mandela

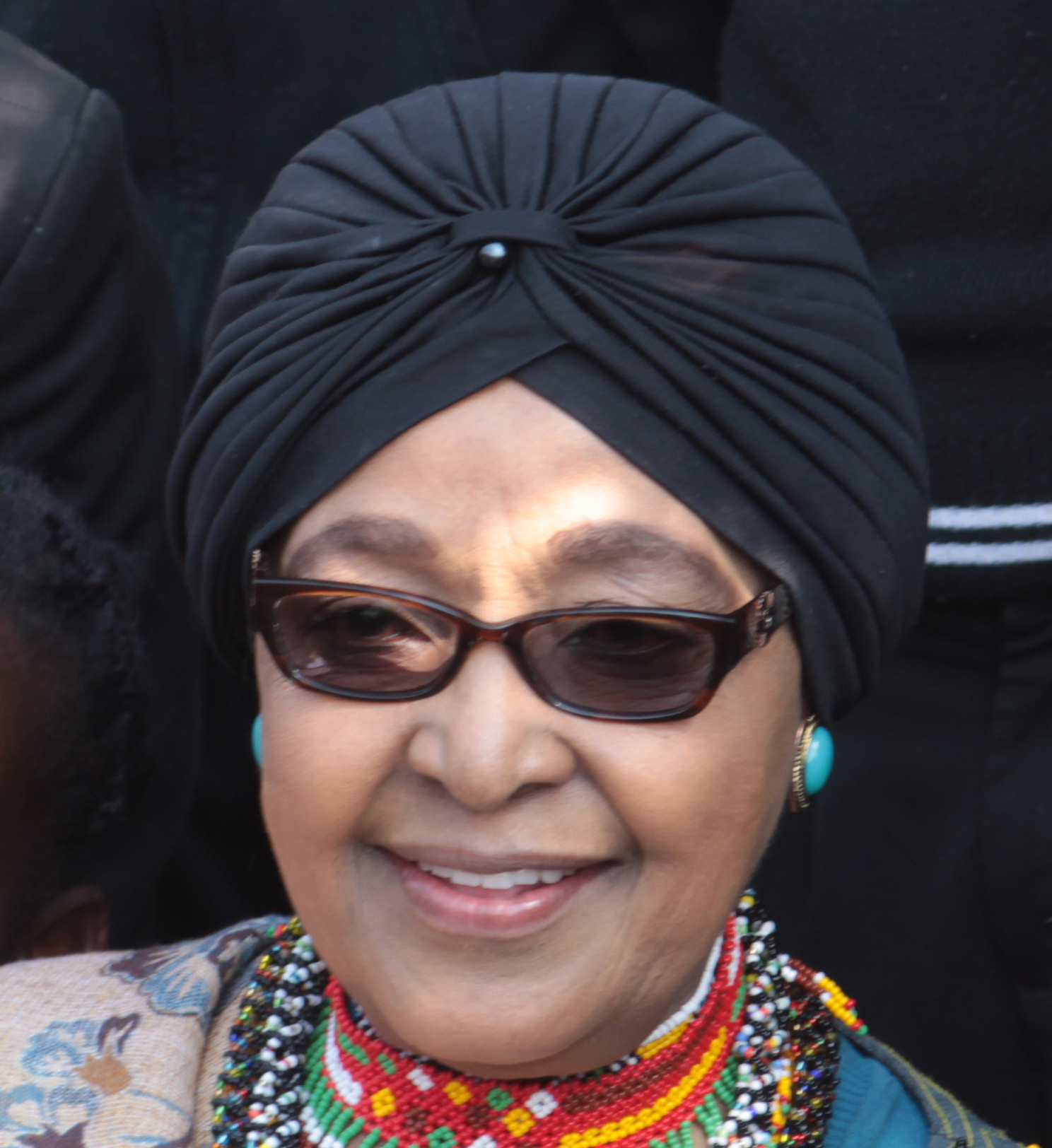
Winnie Madikizela-Mandela (2014)

Winnie Madikizela-Mandela (* 26. September 1936 in Mbongweni bei Bizana, Pondoland; † 2. April 2018 in Johannesburg; geboren als Nomzamo Winifred Zanyiwe Madikizela) war eine südafrikanische Politikerin (African National Congress, ANC). Sie war lange mit Nelson Mandela, dem früheren südafrikanischen Anti-Apartheid-Kämpfer und Präsidenten, verheiratet und bekleidete ab 1993 politische Ämter. Sie wird von Anhängern auch „die Mutter der Nation“ genannt.

## Zeit der Apartheid
Nomzamo Winifred Zanyiwe Madikizela wurde 1936 in Pondoland im Nordosten der heutigen Provinz Ostkap als fünftes von neun Kindern geboren (nach anderen Angaben als sechstes von elf Kindern). Beide Eltern waren Lehrer: Ihr Vater Columbus unterrichtete örtliche Geschichte und gehörte später als Minister der Regierung der Transkei an, ihre Mutter Mzaidume Gertrude war Naturwissenschaftslehrerin. Sie legte – bevor die für Schwarze minderwertige Bantu Education eingeführt wurde – ihr Matric an der Methodist Mission School in Qumbu als Jahrgangsbeste ab und studierte ab 1953 Sozialarbeit an der Jan H. Hofmeyr School of Social Work in Johannesburg, von der sie 1955 graduierte. In dieser Zeit stand sie dem Non European Unity Movement nahe. Ein Angebot, ihr Studium in den USA fortzusetzen, schlug sie aus. Ihr erster Arbeitsplatz war das Baragwanath Hospital in Soweto; sie gilt als erste schwarze Sozialarbeiterin Südafrikas. In Soweto lernte sie auch ihren späteren Ehemann Nelson Mandela kennen, den sie 1958 heiratete.
Während der langen Haftzeit ihres Mannes (August 1962 bis Februar 1990) entwickelte sie sich unter der Apartheid zu einer führenden Gegnerin der weißen Minderheitsregierung. Die meiste Zeit war sie gebannt. In ihr Haus in Soweto wurde häufig eingebrochen oder es wurde mutwillig beschädigt. Nur selten durfte sie ihren Mann im Gefängnis besuchen. Ab 1969 verbüßte sie eine 18-monatige Haftstrafe wegen Verstoßes gegen den Suppression of Communism Act im Pretoria Central Prison, wo sie in Einzelhaft saß. 1973 wurde sie erneut verhaftet und zu zwölf Monaten Gefängnis verurteilt, weil sie trotz ihres Banns den Fotografen Peter Magubane getroffen hatte. Nach sechs Monaten Haft in Kroonstad wurde sie freigelassen. 1976 wurde sie von Gegnern ihrer Aktivitäten mit dem Tode bedroht. Staatliche Stellen beschränkten 1977 ihre Bewegungsfreiheit auf die Stadt Brandfort.
Sie erwarb einen Bachelor of Arts in International Relations („Internationale Beziehungen“) der University of the Witwatersrand.
Winnie Mandela befürwortete in den 1980er Jahren öffentlich die brutalen Lynchmorde durch Necklacing, deutsch „Halskrausenmethode“. Dabei wird dem Opfer ein mit Benzin getränkter Autoreifen um Hals und Arme gehängt und angezündet. In einer umstrittenen Rede proklamierte Winnie Mandela 1986: With our boxes of matches and our necklaces we shall liberate this country (etwa: „Mit unseren Streichholzschachteln und unseren Halskrausen werden wir dieses Land befreien.“).
1988 wurde sie zusammen mit ihrem Mann mit dem Menschenrechtspreis der Vereinten Nationen ausgezeichnet.
Im selben Jahr kam der Verdacht auf, dass sie in Entführungen, Vergewaltigungen, Folterungen und einen Mord der Mitglieder des Mandela United Football Club, die für sie als Leibwächter arbeiteten, verwickelt sein könnte. Im Januar 1989 erfolgte die Anklage. Sie wurde 1991 für schuldig befunden, die Entführung von vier Jugendlichen angeordnet zu haben. Einer der Jungen war von ihrem Leibwächter ermordet und am 6. Januar 1989 auf einem Feld mit Stichverletzungen am Hals gefunden worden. Das oberste Berufungsgericht bestätigte das Urteil am 2. Juni 1993, wandelte die Gefängnisstrafe von fünf Jahren aber in eine Geldstrafe (damals umgerechnet 7.500 DM) um.

## Ab den 1990er Jahren

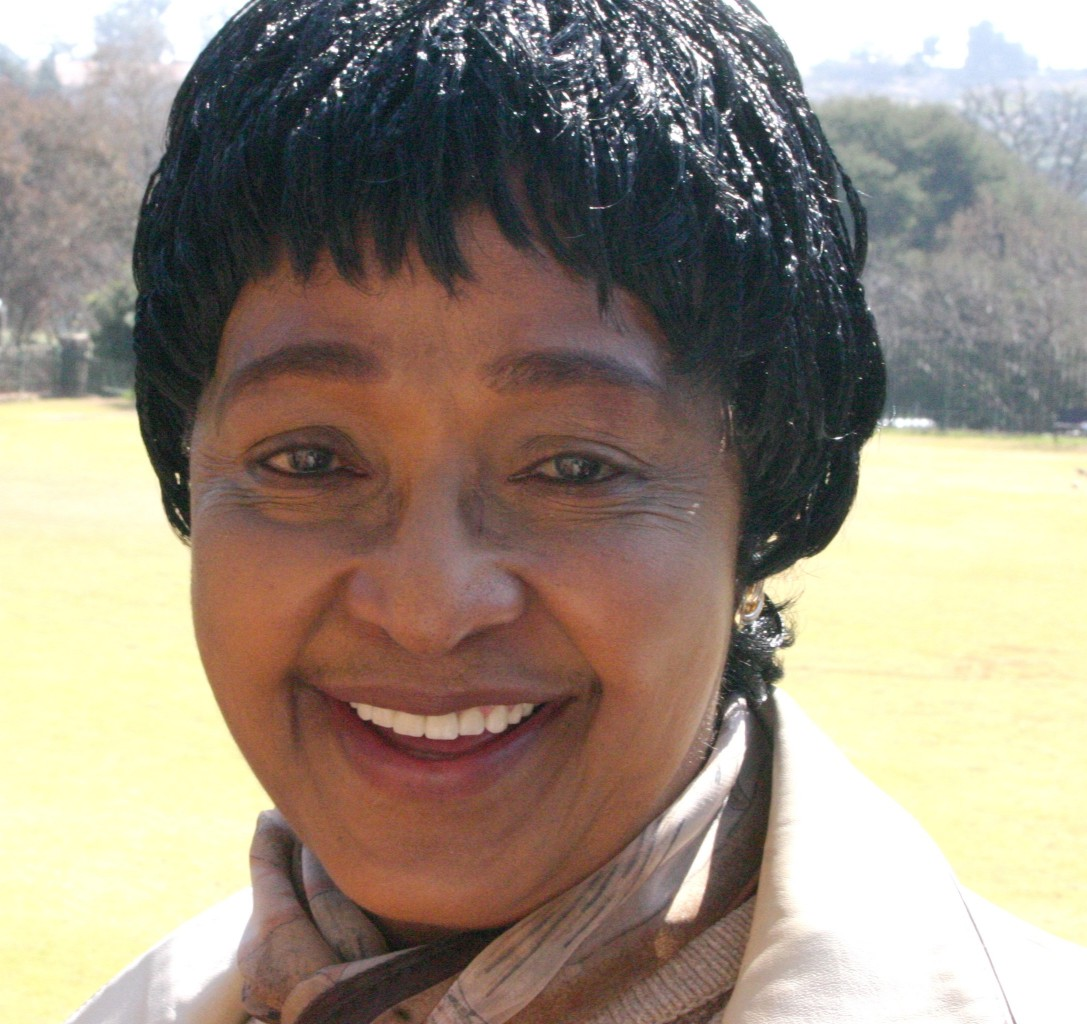
Winnie Madikizela-Mandela, 2008

Während der Übergangszeit nach der Apartheid schien sie gegenüber der davor dominierenden weißen Minderheit eine weniger versöhnliche Haltung einzunehmen als ihr 1990 freigelassener Ehemann. Die 38-jährige Ehe der Mandelas mündete im April 1992 in die Trennung, gefolgt von der Scheidung im März 1996. Winnie Mandela nahm den Familiennamen Madikizela-Mandela an. 1993 wurde sie erstmals zur Vorsitzenden der African National Congress Women’s League (ANCWL) gewählt. Bei den ersten freien Wahlen im April 1994 gewann sie einen Sitz in der Nationalversammlung. Sie wurde im Mai 1994 in der ersten Regierung unter der Führung des ANC stellvertretende Ministerin für Kunst, Kultur, Wissenschaft und Technologie, elf Monate später nach Korruptionsvorwürfen jedoch entlassen. 1997 wurde sie als ANCWL-Vorsitzende wiedergewählt.
2003 wurde Madikizela-Mandela wegen mehrfachen Betrugs und Diebstahls zu fünf Jahren Haft verurteilt; die Strafe wurde 2004 durch ein Berufungsgericht auf dreieinhalb Jahre reduziert. Sie trat nach der Verurteilung als ANCWL-Vorsitzende zurück und verzichtete auf ihr Parlamentsmandat. 2007 erhielt sie bei den Wahlen zum National Executive Committee des ANC die höchste Stimmenzahl aller Bewerber. 2009 kandidierte sie bei den Parlamentswahlen auf dem fünften Listenplatz des ANC. Seit dieser Wahl war sie erneut Mitglied der Nationalversammlung. Ihren Sitz behielt sie nach den Wahlen 2014.
Im März 2017 sprach sie sich zum wiederholten Mal für den Rücktritt ihres Parteifreundes Jacob Zuma als Präsident aus.
Am 2. April 2018 verstarb Madikizela-Mandela im Alter von 81 Jahren im Milpark-Hospital in Johannesburg. Sie litt seit längerem an Diabetes und hatte sich in der Zeit davor mehreren größeren Operationen unterziehen müssen.

## Familie
Winnie Mandela-Madikizela hatte mit Nelson Mandela die beiden Töchter Zenani („Zeni“, * 1959) und Zindziswa (1960–2020).

## Publikationen
- Part of my soul went with him. Norton, New York 1985, ISBN 0393302903.
  - Ein Stück meiner Seele ging mit ihm. Rowohlt, Reinbek 1993, ISBN 978-3-499-15533-8.

## Ehrungen
- 1988 wurde ihr der Menschenrechtspreis der Vereinten Nationen verliehen.[21]
- 2016 erhielt Madikizela-Mandela von der südafrikanischen Regierung den Order of Luthuli in Silber.[22]
- 2018 wurde ihr die Ehrendoktorwürde der Makerere University in Uganda verliehen.[23]
- 2020 wurde die Umbenennung der Lokalgemeinde Mbizana in Winnie Madikizela-Mandela Local Municipality vorgenommen.[24]

## Filme
- Winnie (2017) von Pascale Lamche für Arte.